# Divisiones administrativas de Luxemburgo

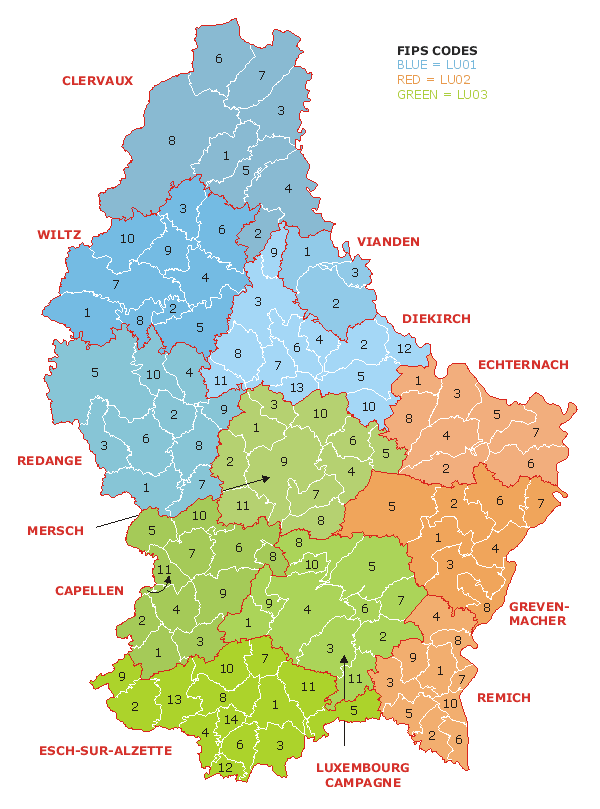
Divisiones administrativas de Luxemburgo. Leyenda:
Distrito de Diekirch
Distrito de Grevenmacher
Distrito de Luxemburgo

## Distritos
Luxemburgo está dividido en 3 distritos:
- Diekirch
- Grevenmacher
- Luxemburgo

## Cantones
Estos distritos están divididos en 12 cantones.
- Distrito de Diekirch
  - Cantón de Clervaux
  - Cantón de Diekirch
  - Cantón de Redange
  - Cantón de Vianden
  - Cantón de Wiltz
- Distrito de Grevenmacher
  - Cantón de Echternach
  - Cantón de Grevenmacher
  - Cantón de Remich
- Distrito de Luxemburgo
  - Cantón de Capellen
  - Cantón de Esch-sur-Alzette
  - Cantón de Luxemburgo
  - Cantón de Mersch

## Comunas
Estos cantones están divididos en comunas, la división administrativa menor en Luxemburgo.
- Datos: Q2695008
- Multimedia: Subdivisions of Luxembourg / Q2695008